# Anton Gustafsson
Anton Gustafsson (ur. 6 lutego 1877 w Sztokholmie, zm. w 1944) – szwedzki sportowiec. Wystąpił na Olimpiadzie Letniej 1906 w Atenach, zorganizowanej z okazji dziesięciolecia nowożytnych igrzysk. Wystąpił w szwedzkiej reprezentacji podczas zawodów przeciągania liny. W pierwszej rundzie przegrali oni z klubem Omas Helliniki, jednak w meczu o trzecie miejsce jego drużyna zdobyła brązowy medal z wynikiem 2:0.